# My Brother the Devil
My Brother the Devil es una película de Reino Unido dirigida por Sally El Hosaini, sobre su propio guion que fue estrenada en el Reino Unido el 9 de noviembre de 2012. La producción de la película se prolongó a lo largo de seis años.

## Sinopsis
En las calles del barrio londinense de Hackney, la vida de dos hermanos musulmanes de origen egipcio: Mo, sensible y estudioso admira a su hermano mayor, Rachid, boxeador y jefe de una banda de poca monta que dándose cuenta de las pocas dotes de su hermano para el crimen quiere que tome otro rumbo.

## Reparto
Actuaron en el filme:
- James Krishna Floyd...	Rashid
- Fady Elsayed	...	Mo
- Anthony Welsh	...	Izzi
- Amira Ghazalla	...	Hanan
- Nasser Memarzia	...	Abdul-Aziz
- Aymen Hamdouchi	...	Repo
- Arnold Oceng	...	Aj
- Saïd Taghmaoui	...	Sayyid
- Shyam Kelly	...	Devonte
- McKell David
- Zachary Scipio
- Ryan Townsend
- Malachi Kirby
- Kemi Martin
- Mohammed Mansary
- Denzel Assiamah
- Yusra Warsama	...	Sonya
- Elarica Johnson	...	Vanessa

## Comentario de la directora
Sally El Hosaini, quien es hija de un padre egipcio y una madre galesa declaró sobre el filme:

”Quería explorar la importancia de la masculinidad. Viví durante 10 años en Hackney y me fascinaban los adolescentes que veía por el vecindario, en especial aquellos de origen árabe con cuya cultura me podía vincular. Inicialmente me interesó la banda como una familia subrogante pero al profundizar mi conocimiento me sumergí en sus peleas, investigué sobre el tema, pasé mucho tiempo escuchándolos contando sus historias, conocí sobre sus intentos de lograr la felicidad y sus luchas para conseguir empleo.”

## Críticas
El jurado de European Cinemas dijo que el filme:

”es una película refrescantemente sutil de un nuevo cineasta británico muy talentoso…No se trata de los estereotipos habituales de drogas y violencia expresados en muchas películas contemporáneas sobre la vida familiar de inmigrantes en ciudades europeas. Bellamente filmada, la película te lleva a la vida de los personajes completos y te mantiene interesado en cada uno de ellos".

El presidente del jurado del Festival de Cine de Londres opinó sobre el filme:

”El guion y la dirección de Sally El Hosaini muestran una remarcable madurez. La película sobresale en su género con lirismo y ternura y posee una maravillosa verosimilitud emocional.”

## Premios y nominaciones
Festival Internacional de Cine de Directores debutantes de Annonay, 2013
- Sally El Hosaini, ganadora del Premio del Público.
- Sally El Hosaini, nominada para el Gran Premio del Jurado

Festival Internacional de Cine de Berlín, 2012
- Sally El Hosaini ganadora del premio Europa Cinemas al mejor filme europeo.

British Film Institute, 2012
- Sally El Hosaini, nominada al Premio Sutherland

British Independent Film, 2012
- James Krishna Floyd ganador del Premio a la Mejor Promesa.
- Sally El Hosaini, nominada al Premio Douglas Hickox.

Premios Chéries-Chéris, 2013
- Sally El Hosaini, nominada al Gran Premio al filme de ficción.

Premios Evening Standard al cine británico, 2013
- Sally El Hosaini, ganadora del Premio a la Mejor Promesa como directora y guionista
- David Raedeker, nominado al Premio a la Mejor Fotografía por este filme.
- James Krishna Floyd, nominado a la Mejor Promesa como actor, por este filme.

Outfest Los Angeles, 2012
- Sally El Hosaini (directora) y Rooks Nest Entertainment (compañía productora), ganadores del Gran Premio del Jurado a la Película de Ficción en la sección Internacional

Círculo de Críticos de Cine de Londres, 2013
- Sally El Hosaini, ganadora del Premio a la Mejor Promesa
- Fady Elsayed, nominado al Premio al Actor Joven del año.
- Sally El Hosaini nominada al Premio al Mejor Director británico debutante
- David Raedeker, nominado al Premio a la Mejor Fotografía por este filme.

Festival de Cine de Londres, 2012
- Sally El Hosaini,  directora y guiuonista, Ganadora del Premio a la Mejor Promesa Británica
- Fady Elsayed, actor nominado al Premio al Mejor Debutante
- Sally El Hosaini, nominada al Premio Sutherland a la Mejor Primera Película de Ficción

Festival Internacional de Cine de Milán, 2012.
- James Krishna Floyd, ganador del Premio al Mejor Actor
- Sally El Hosaini, nominada al Premio al Mejor Director
- Sally El Hosaini, nominada al Premio al Mejor Guion.

Festival Películas del Sur, Oslo,  2012
- Sally El Hosaini nominada al Premio Espejo de Plata a la Mejor Película

Festival de Cine Lésbico y Gay de San Francisco, 2012
- Sally El Hosaini, ganadora de la Mención Especial en el rubro Mejor Primera Película

Festival de Cine de Estocolmo, 2012
- Sally El Hosaini, nominada al Premio Caballo de Bronce a la Mejor Película.

Festival de Cine Sundance, 2012}}
- David Raedeker, ganador del Premio a la Mejor Fotografía en el Cine Mundial en el rubro filmes dramáticos.
- Sally El Hosaini, nominada al Gran Premio del Jurado en el Cine Mundial en el rubro filmes dramáticos.

Festival de Directores de Fotografía de Cine Hermanos Manaki, de Macedonia,
- David Raedeker, ganador del Premio Nueva Visión[11]